# Хартман фон Фробург
Хартман фон Фробург (на немски: Hartmann von Froburg; † между 23 юни или след 12 август 1281 и 6 декември 1285) е граф на Фробург в Золотурн, Швейцария от рода Фробург.

## Произход
Той е син на граф Лудвиг III фон Фробург († 1256/1259) и съпругата му Гертруда фон Хабсбург († сл. 1241 или сл. 3 септември 1242), дъщеря на граф и ландграф Рудолф II фон Хабсбург Добрия († 1232) и Агнес фон Щауфен-Брайзгау (* 1165/1170 † пр. 1232). Майка му Гертруда е леля на крал Рудолф I фон Хабсбург († 1291). Роднина е с род Хоенщауфен.
Брат е на Херман IV фон Фробург-Хомберг († 1253), граф на Фробург-Хомберг, Рудолф фон Фробург († 1272), свещеник в Онолдсвил, хорхер в Базел и Констанц, граф Лудвиг IV фон Фробург († сл. 1257), и на Гертруд († 1274).

## Фамилия
Първи брак: с Клемента († пр. 1263). Бракът е бездетен.
Втори брак: пр. 6 септември 1280 г. с Ита фон Волхузен († сл. 10 юни 1299), внучка на Арнолд II фон Волхузен († сл. 1226), дъщеря на Маркварт III фон Волхузен († 1282) и Аделхайд († 1288). Те имат двама сина и една дъщеря:
- Лудвиг V фон Фробург († сл. 5 юли 1307), граф на Фробург, с когото изчезва клонът Фробург-Цофинген
- Елизабет фон Фробург († сл. 23 юни 1327), омъжена I. на 21 май 1302 г. (позволение за брак) за роднината си граф Херман V фон Зулц († ок. 10 септември 1311), II. пр. 22 април 1315 г. за херцог Лудвиг V фон Тек († 2 юни 1332/18 януари 1334), херцог на Тек, фогт на Оберндорф (1331), син на херцог Херман I фон Тек († 1313/1314) и съпругата му Беатрикс фон Геролдсек († 1302)
- Маркварт фон Фробург († 26 ноември, сл. 1317), каноник в Цофинген

Вдовицата му Ита фон Волхузен се омъжва втори път пр. 6 септември 1280 г. за Херман IV фон Зулц (III) († 1308/1311), бащата на граф Херман V фон Зулц († 1311).